# 翡翠海岸

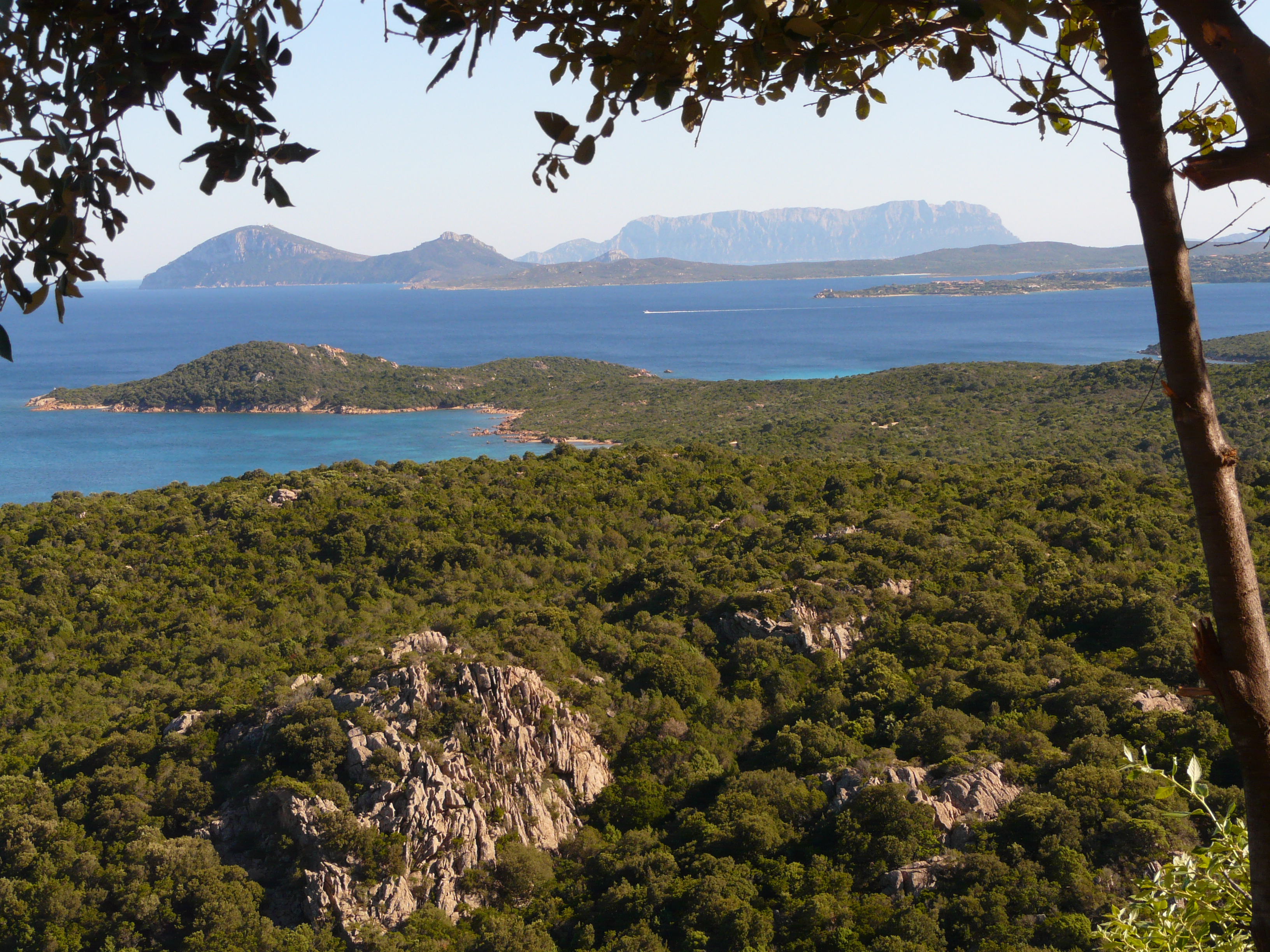
翡翠海岸

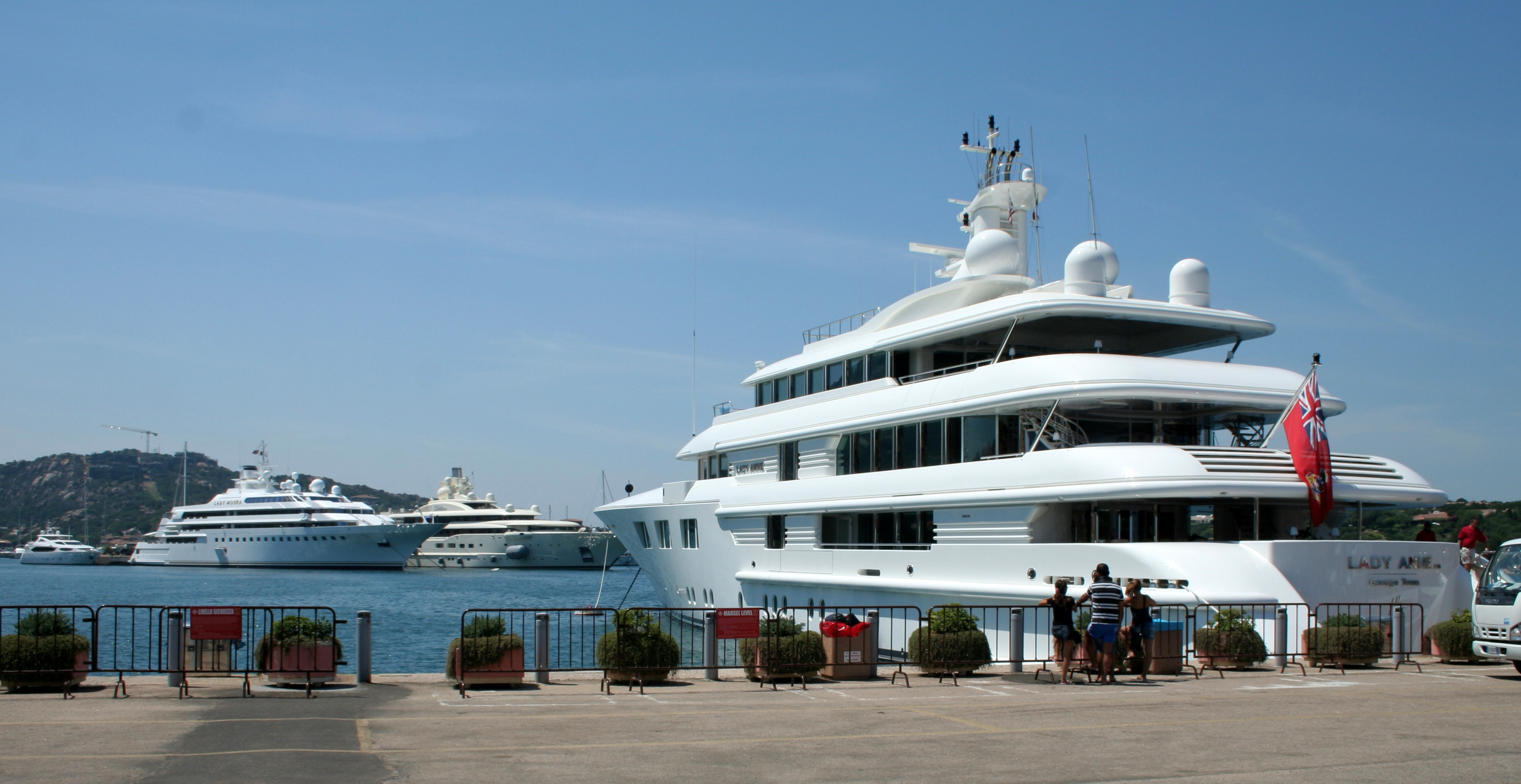

翡翠海岸（義大利語：Costa Smeralda）是意大利撒丁岛东北部的一处豪华海滨休闲度假区，长约20公里，行政上属于市镇阿尔扎凯纳。该地拥有白色的沙滩，高尔夫俱乐部，私人游艇和豪华酒店，吸引商界领袖和其他上流社会人士来此度假。研究表明，翡翠海岸是欧洲最昂贵的地方，房价高达每平方米30,000欧元。
该地区主要村镇均按照详细的规划而兴建，如切尔沃港、Liscia di Vacca、Capriccioli和Romazzino。
该地区发展区开始于1961年，投资者为伊斯玛仪派领袖阿迦汗四世殿下。翡翠海岸的一处海滩即以其命名。